# 티레시아스의 유방
티레시아스의 유방(프랑스어: Les Mamelles de Tirésias)은 기욤 아폴리네르의 동명의 연극을 원작으로 작곡된 프랑시스 풀랑크의 2막짜리 오페라 부프이다. 1945년에 쓰여져 1947년에 초연되었다.

## 배경
풀랑크는 17세가 되던 해에 친구인 레몽 리노세(Raymonde Linossier, 1897-1930)로부터 작가 아드리엔 모니에(Adrienne Monnier)의 서점 Maison des Amis des Livres (책 친구들의 집)을 소개받는다. 그리고 여기서 기욤 아폴리네르를 포함하여 막스 자코브, 폴 엘뤼아르, 루이 아라공 등의 아방가르드 시인들과 친분을 쌓는다.
아폴리네르는 앙리 루소에게 영감을 받아 초현실주의 극작가가 된다. 1917년 6월, 아폴리네르의 "초현실극(drame surréaliste)"인 《티레시아스의 유방》이 몽마르트르의 극장에서 장 콕토, 세르게이 댜길레프, 레오니드 마신, 앙리 마티스, 파블로 피카소, 에릭 사티, 그리고 18살의 풀랑크의 관람 하에 초연한다. 많은 시간이 흐른 후, 풀랑크는 자신이 이 작품의 익살맞음을 매우 재미있어했었던 것이 음악을 붙일 때에 비로소 떠올랐다고 회고한다.
풀랑크는 1919년에는 아폴리네르의 시에 《동물시집Le bestiaire》을 작곡했고, 1936년에는 《일곱 샹송Sept chansons》을 작곡했다. 《티레시아스의 유방》에 음악을 붙일 생각을 처음으로 한 것 역시 이맘때로, 1935년에 아폴리네르 부인의 도움으로 리브레토를 쓰기 시작했다. 음악은 1939년에 붙이기 시작하여, 1944년 5월에서 10월 사이에 폭발적으로 작곡을 마친다. 원작은 1903년에 쓰여졌는데, 이후 제1차 세계 대전중 편작되어 어두운 분위기의 서막이 추가되었다. 풀랑크는 원작의 익살맞음과 진지함을 둘 다 잘 살려내어, 황폐해진 프랑스를 재건하자는 깊은 테마를 숨긴 활기차고 명랑한 오페라라는 평가를 받았다.

풀랑크는 아폴리네르 부인의 허락을 받아 원작의 연대와 설정을 일부 수정한다. 풀랑크는 다음과 같이 말한다.
나는 1912년판을 선택했는데, 이 때는 아폴리네르가 입체파를 위한 싸움을 시작한 때로 영웅적인 시기였다. ... 이국성을 배제하기 위해 잔지바르를 몬테카를로로 대체하였는데, 내가 사랑하는 장소이자 아폴리네르가 삶의 첫 15년을 보낸 장소로써 나와 같은 파리지앵에게 충분히 열대적인 장소이기 때문이기도 하다.
오펜바흐, 샤브리에, 라벨의 《스페인의 한 때L'heure espagnole》와 같은 계보로, 이 흐름에서 흔히 볼 수 있는 "소품과 비네트", 춤(왈츠와 폴카), 혼성곡을 통해 청중에게 감동을 준다는 평가를 받는다.

## 참고 문헌
- Hell, Henri (1959). 《Francis Poulenc》. 번역 Edward Lockspeiser. New York: Grove Press. OCLC 1268174.
- Kaminski, Piotr (2003). 〈Francis Poulenc: Les Mamelles de Tirésias〉. 《Mille et Un Opéras》. Paris: Fayard. ISBN 978-2-213-60017-8.
- Poulenc, Francis (1978).  Stéphane Audel, 편집. 《My Friends and Myself》. 번역 James Harding. London: Dennis Dobson. ISBN 978-0-234-77251-5.
- Poulenc, Francis (2014).  Nicolas Southon, 편집. 《Articles and Interviews – Notes from the Heart》. 번역 Roger Nichols. Burlington, US: Ashgate. ISBN 978-1-4094-6622-2.
- Sams, Jeremy (1997) [1993]. 〈Poulenc, Francis〉.   Amanda Holden. 《The Penguin Opera Guide》. London: Penguin Books. ISBN 978-0-14-051385-1.
- Schmidt, Carl B (2001). 《Entrancing Muse: A Documented Biography of Francis Poulenc》. Hillsdale, NY: Pendragon Press. ISBN 978-1-57647-026-8.